# Rauchgraues Gleithörnchen
Das Rauchgraue Gleithörnchen (Pteromyscus pulverulentus) ist eine südostasiatische Art der Gleithörnchen. Es lebt in tropischen Regenwäldern der Malaiischen Halbinsel, Sumatras und Borneos und ist der einzige Vertreter der Gattung Pteromyscus.

## Merkmale
Das Rauchgraue Gleithörnchen ist ein mittelgroßes Gleithörnchen und erreicht eine Kopf-Rumpf-Länge von 20 bis etwa 29 Zentimeter, die Schwanzlänge beträgt 17,7 bis 24 Zentimeter. Die Tiere wiegen etwa 134 bis 315 Gramm. Es ist damit etwa doppelt so groß wie das Nordamerika lebende Nördliche Gleithörnchen (Glaucomys sabrinus). Das Fell ist oberseits rauchgrau bis braun oder schwarz mit weißer Sprenkelung gefärbt, die Unterseite ist weißlich und die Kehle gelblich. Der Schwanz entspricht in der Farbe dem Rückenfell, die Unterseite der Gleithäute und das Gesicht sind hellgrau bis grau-braun gefärbt und der Rand der Gleithäute ist gelblich-weiß.

## Verbreitung

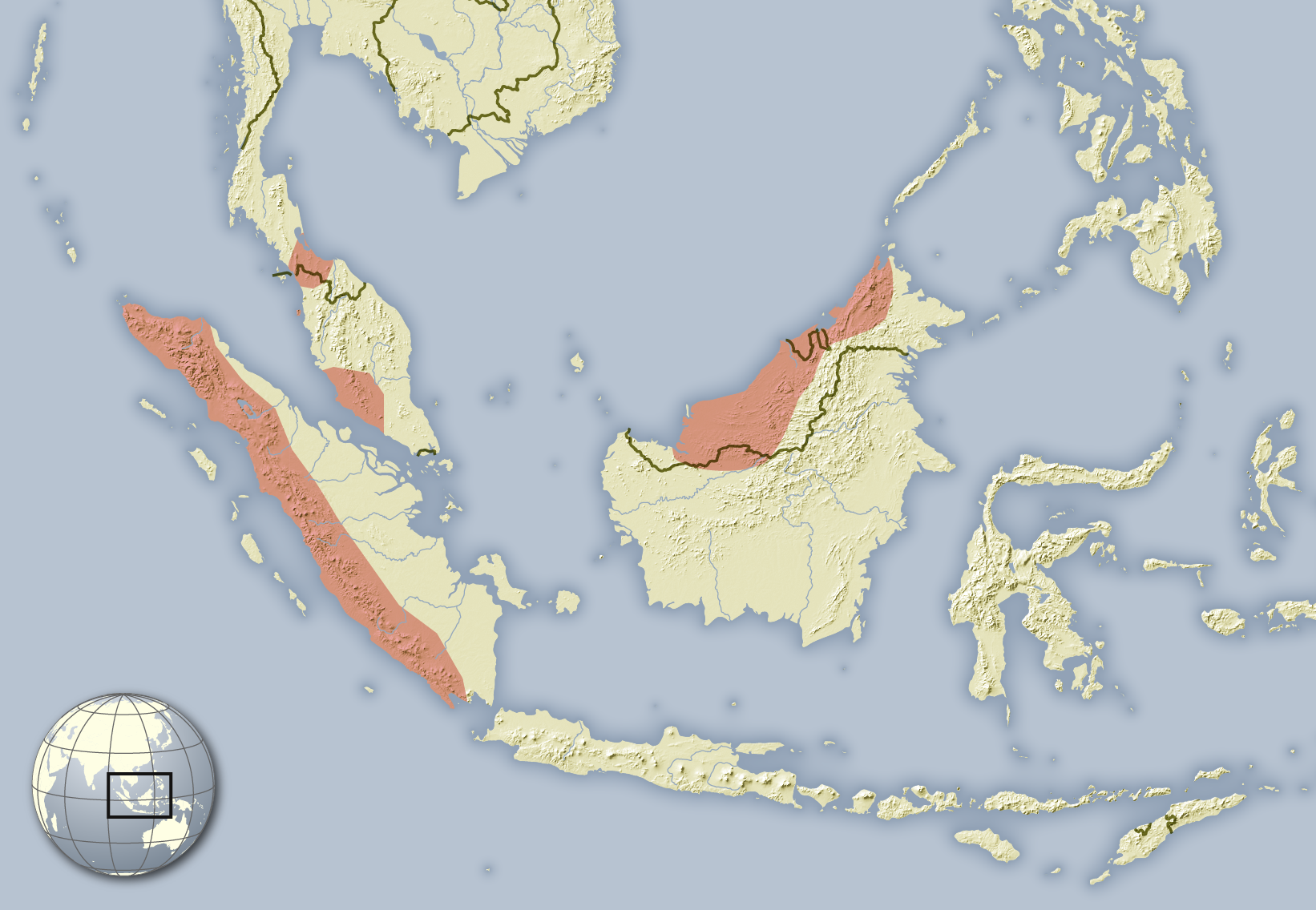
Verbreitungsgebiete des Rauchgrauen Gleithörnchens

Das Rauchgraue Gleithörnchen lebt in tropischen Regenwäldern der Malaiischen Halbinsel vom südlichen Thailand bis Malaysia sowie auf Sumatra und Borneo.

## Lebensweise
Über die Lebensweise der Tiere liegen nur sehr wenige Informationen vor. Wie andere Gleithörnchen ist das Rauchgraue Gleithörnchen dämmerungs- bis nachtaktiv und baumlebend. Es legt sein Nest in Baumhöhlen oder auf Ästen der hohen Bäume im ungestörten Primärwald unterhalb von 3000 Metern Höhe an. Die Tiere ernähren sich omnivor sowohl von Insekten als auch von Beeren und Samen.
Die Fortpflanzung findet wahrscheinlich während des ganzen Jahres mit einem Höhepunkt zwischen April und Juni statt, allerdings wurden bislang nur wenige trächtige Weibchen gefangen. Die Weibchen bekommen ein bis zwei Jungtiere pro Wurf.

## Systematik
Das Rauchgraue Gleithörnchen wird als einzige und eigenständige Art innerhalb der damit monotypischen Gattung der Kleinstgleithörnchen (Pteromyscus) eingeordnet. Die wissenschaftliche Erstbeschreibung stammt von Albert Günther aus dem Jahr 1873 als Sciuropterus pulverulentus anhand eines Individuums von der malaiischen Insel Penang. Die Gattung Pteromyscus wurde 1908 durch den britischen Zoologen Oldfield Thomas erstmals beschrieben und etabliert. Sie entstand bei einer Aufteilung der Gattung Sciuropterus, die später mit Pteromys synonymisiert wurde, in mehrere neue Gattungen. Thomas nutzte dabei zur Abgrenzung der Gattungen untereinander vor allem verschiedene Zahnmerkmale. Als nomenklatorischer Typus diente Pteromyscus pulverulentus. Zugleich beschrieb er in der Arbeit Pteromyscus borneanus als neue Art, das heute als Unterart betrachtet wird. Eine nähere Verwandtschaft besteht wahrscheinlich zu den Arten der Gattungen Aeromys, Belomys und Trogopterus, mit denen die Tiere zahlreiche morphologische Merkmale teilen.
Innerhalb der Art werden zwei Unterarten unterschieden:
- Pteromyscus pulverulentus pulverulentus (Günther, 1873): Nominatform; diese Unterart lebt auf der malaiischen Halbinsel sowie auf Penang und Sumatra.
- Pteromyscus pulverulentus borneanus Thomas, 1908 lebt im Nordwesten von Borneo und unterscheidet sich von der Nominatform durch die klarer weiße Körperunterseite.

## Bestand, Gefährdung und Schutz
Das Rauchgraue Gleithörnchen wird von der International Union for Conservation of Nature and Natural Resources (IUCN) als „bedroht“ (endangered) eingestuft. Begründet wird dies durch einen starken Rückgang der Bestände von wahrscheinlich mehr als 50 % über die vergangenen Jahre sowie einen rasch fortschreitenden Verlust geeigneter Lebensräume im Verbreitungsgebiet der Tiere. Die Tiere sind selbst in optimalen Lebensräumen im Primärwald nicht häufig und es gibt wahrscheinlich nur zwei als sicher einzustufende Populationen im Mt. Kinabalu Nationalpark und einem weiteren Schutzgebiet in dessen Nähe. In weniger optimalen und gestörten Lebensräumen auf der malaiischen Halbinsel wird die Art teilweise durch das Horsfield-Gleithörnchen (Iomys horsfieldii) verdrängt.
Als Hauptgefährdungsursache wird der Lebensraumverlust durch die Umwandlung von Wäldern in landwirtschaftliche Flächen sowie der Holzeinschlag angesehen.

## Belege
1. 1 2 3 4  J.L. Koprowski, E.A. Goldstein, K.R. Bennett, C. Pereira Mendes: Genus Pteromyscus; Smoke Flying Squirrel – Pteromyscus pulverulentus. In: Don E. Wilson, T.E. Lacher, Jr., Russell A. Mittermeier (Herausgeber): Handbook of the Mammals of the World: Lagomorphs and Rodents 1. (HMW, Band 6) Lynx Edicions, Barcelona 2016, ISBN 978-84-941892-3-4, S. 778.
2. 1 2 3 4  Richard W. Thorington Jr., John L. Koprowski, Michael A. Steele: Squirrels of the World. Johns Hopkins University Press, Baltimore MD 2012; S. 131–132. ISBN 978-1-4214-0469-1
3. 1 2 3 4 5 6 7  Pteromyscus pulverulentus in der Roten Liste gefährdeter Arten der IUCN 2017.1. Eingestellt von: E. Vlayton, 2016. Abgerufen am 26. August 2017.
4. 1 2 3  Don E. Wilson & DeeAnn M. Reeder (Hrsg.): Pteromyscus pulverulentus in Mammal Species of the World. A Taxonomic and Geographic Reference (3rd ed).
5. ↑  Oldfield Thomas: The genera and subgenera of the Sciuropterus Group, with descriptions of three new species. Annals and Magazine of Natural History 1, 1908; S. 1–8. (Digitalisat).